# جولیانو بونفانته
جولیانو بونفانته (انگلیسی: Giuliano Bonfante; ۶ اوت ۱۹۰۴ – ۹ سپتامبر ۲۰۰۵) زبان‌شناس اهل ایتالیا بود.
وی همچنین برندهٔ جوایزی همچون کمک‌هزینه گوگنهایم شده‌است.